# Prata di Pordenone
Prata di Pordenone là một đô thị ở tỉnh Pordenone trong vùng Friuli-Venezia Giulia, có cự ly khoảng 100 km về phía tây bắc của Trieste và khoảng 8 km về phía tây nam của Pordenone. Tại thời điểm ngày 31 tháng 12 năm 2004, đô thị này có dân số 7.453 người và diện tích là 22,9 km².
Đô thị Prata di Pordenone có các frazioni (các đơn vị cấp dưới, chủ yếu là các làng) Ghirano, Puja, Prata di Sopra, Villanova, và Le Monde.
Prata di Pordenone giáp các đô thị: Brugnera, Mansuè, Pasiano di Pordenone, Porcia, Pordenone, Portobuffolé.